# Yosef Shagal
Pour les articles homonymes, voir Shagal.
YYosef Shagal (en hébreu :  ייוסף שגל), né le 25 mars 1949, est un homme politique membre du parti israélien, Israel Beytenou (« Israël notre maison »).

## Biographie
Il est né à Bakou. Il étudie l'histoire et le journalisme à l'Université de Bakou. Il fait son aliyah en 1990.
En 2008, il a été interviewé par un journaliste azéri et a annoncé : «Je trouve offensant et blasphématoire de comparer l'holocauste des juifs d'Europe pendant la Seconde Guerre mondiale avec l'extermination de masse du peuple arménien pendant la Première Guerre mondiale. Les juifs ont été tués parce qu'ils étaient juifs, mais les Arméniens ont provoqué la Turquie et devraient se blâmer."